# Manuel Adame Misa
Manuel Adame Misa (Sevilla, 1901-Acapulco, México, 3 de abril de 1945) fue un jornalero, sindicalista y político español.

## Biografía
Militante de la Confederación Nacional del Trabajo (CNT), en 1927 abandonó el anarquismo y se integró en el Partido Comunista (PCE), donde llegó a ser miembro de la dirección sevillana, del Buró Político y del Comité Central, siendo el fundador del sindicato de obreros del puerto de Sevilla. Tras el IV Congreso del Partido en 1932, sus posiciones contrarias a la Internacional Comunista terminaron con su cese y posterior expulsión. Tras su regreso de la Unión Soviética se integró en la Unión General de Trabajadores (UGT) y en el Partido Socialista Obrero Español (PSOE), fue secretario de la Agrupación Socialista de Sevilla en 1936 y dirigió la Federación de Trabajadores de la Tierra (FTT). Fue elegido compromisario para la elección del Presidente de la República en abril de 1936.
Cuando se produjo el golpe de Estado que dio lugar a la guerra civil española se encontraba en la pedanía de Benamahoma (Grazalema, provincia de Cádiz), donde debió refugiarse en la sierra ante el avance de las tropas sublevadas y creó un grupo de resistencia. Después consiguió llegar a Málaga donde cooperó en la resistencia a las tropas franquistas y más tarde a Barcelona donde dirigió la Agrupación Socialista de Refugiados de Sevilla. 
En 1939 marchó al exilio en Francia, siendo internado en el campo de concentración de Gurs para marchar a México a bordo del Nyassa en 1942. Se estableció en Acapulco, donde dirigió una plantación de flores propiedad de Carlos Barnard hasta su muerte. 
Fue buscado durante y después de la guerra civil por la dictadura franquista por ser dirigente obrero destacado en Sevilla y ser uno de los pocos que había conseguido evitar la muerte. En 1949 aún se interesaba por él el Tribunal Especial para la Represión de la Masonería y el Comunismo y la Dirección de la Guardia Civil, que señalaba el interés de las autoridades franquistas sevillanas porque se le aplicase el bando de guerra (ajusticiarlo). Su expediente fue sobreseído en 1950 al considerárselo fallecido. Estaba casado y tenía dos hijas; las tres quedaron en España después de la guerra, viviendo en Barcelona.